# Линин, Анатолий Михайлович
 Анатолий Михайлович Линин  (1901—1938) — писатель, историк русской литературы, член союза писателей.

## Биография
Анатолий Линин родился в семье учителя. Успешно закончил историко-филологический факультет Азербайджанского государственного университета. Молодым доцентом в 1928 году приехал в Ростов-на-Дону. В течение восьми лет руководил кафедрой русской литературы в Ростовском педагогическом институте, вёл большую научно-исследовательскую работу.

## Творчество
Ранние работы Анатолия Михайловича Линина были посвящены творчеству А. Н. Островского и Леонида Андреева.
В Ростове Анатолий Михайлович продолжил изучение драматургии А. Н. Островского и опубликовал по этой теме обстоятельную монографию под названием «Творчество Островского».
В сборнике «Чехов и наш край», вышедший под его редакцией, ему принадлежит ряд статей и материалов о Чехове. В 1935 году был издан сборник критических статей А. М. Линина о произведениях А. М. Горького, А. С. Серафимовича и А. П. Чехова.
Глубоко изучил А. Линин вопросы, связанные с пребыванием А. С. Пушкина на Северном Кавказе. Им написана работа «Историк Войска Донского В. Д. Сухоруков и А. С. Пушкин», а позже — «А. С. Пушкин на Дону». Последняя работа была издана в 1941 году, а потом переиздана в 1949 году.
Анатолий Михайлович Линин вёл большую работу в Ростовской писательской организации, много публиковал своих статей о произведениях донских писателей.

## Произведения А. М. Линина
Отдельные издания
- Литература по А. Н. Островскому. — Владикавказ, 1924.

- Литературные очерки. — Ростов н/Д: Азчериздат, 1935.

- За литературную, достойную эпоху. — Ростов н/Д: Азчериздат, 1936.

- Творчество А. Н. Островского. — Ростов н/Д: Ростиздат, 1937.

- А. С. Пушкин на Дону. — Ростов н/Д: Ростиздат, 1941, 1949.